# ریثین
ریثین (به انگلیسی: Ruthin، تلفظ: ‎i‎/ˈrɪθɪn/‎) یک شهرک در ولز است که در دنبیشر واقع شده‌است ریثین ۵٬۴۶۱ نفر جمعیت دارد.

## نگارخانه

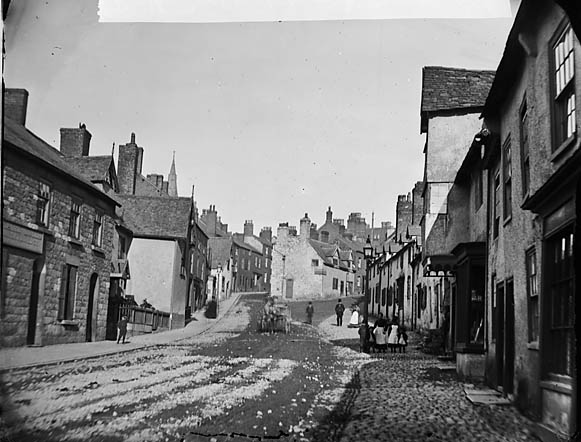
۱۸۷۵
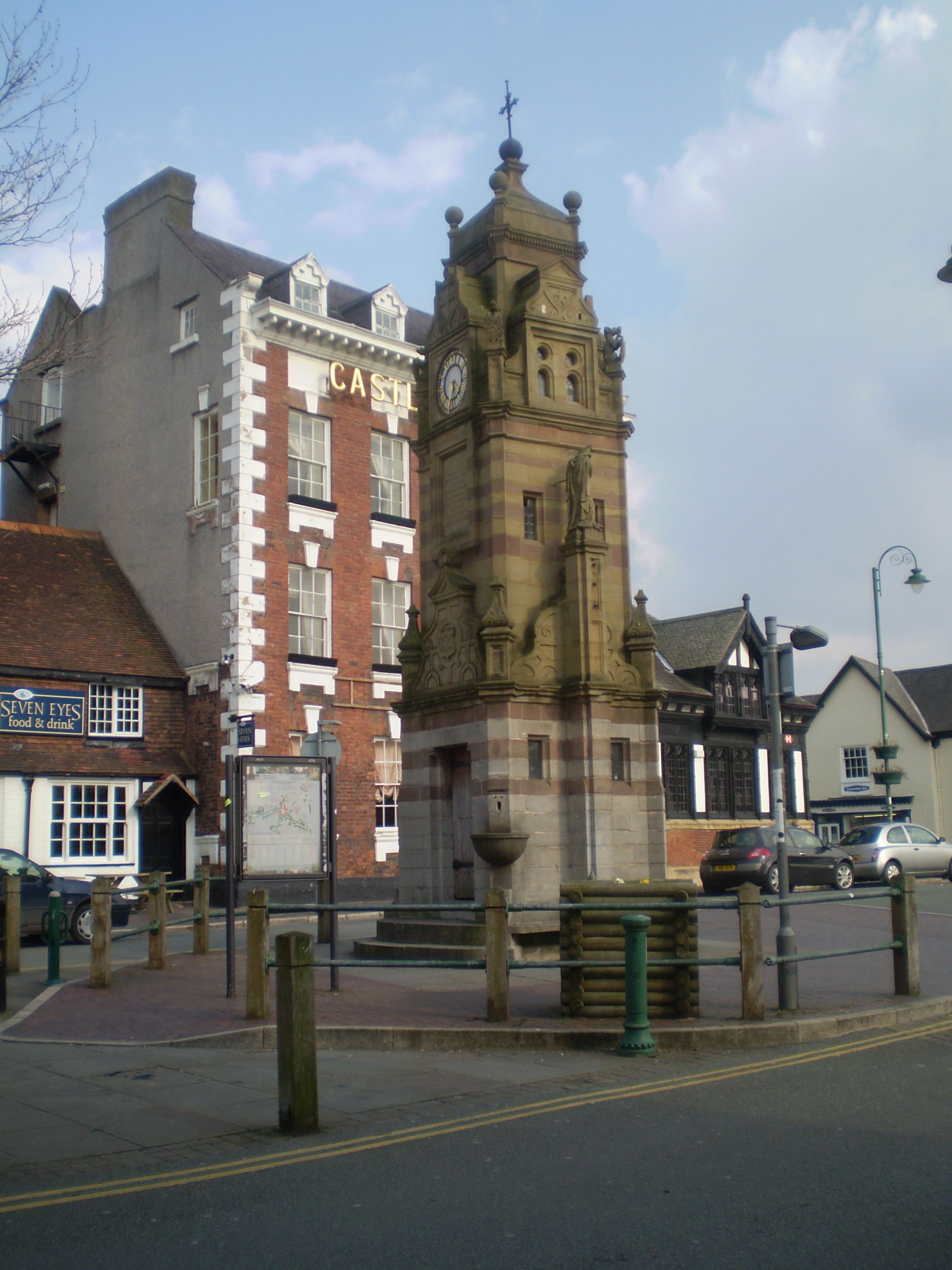
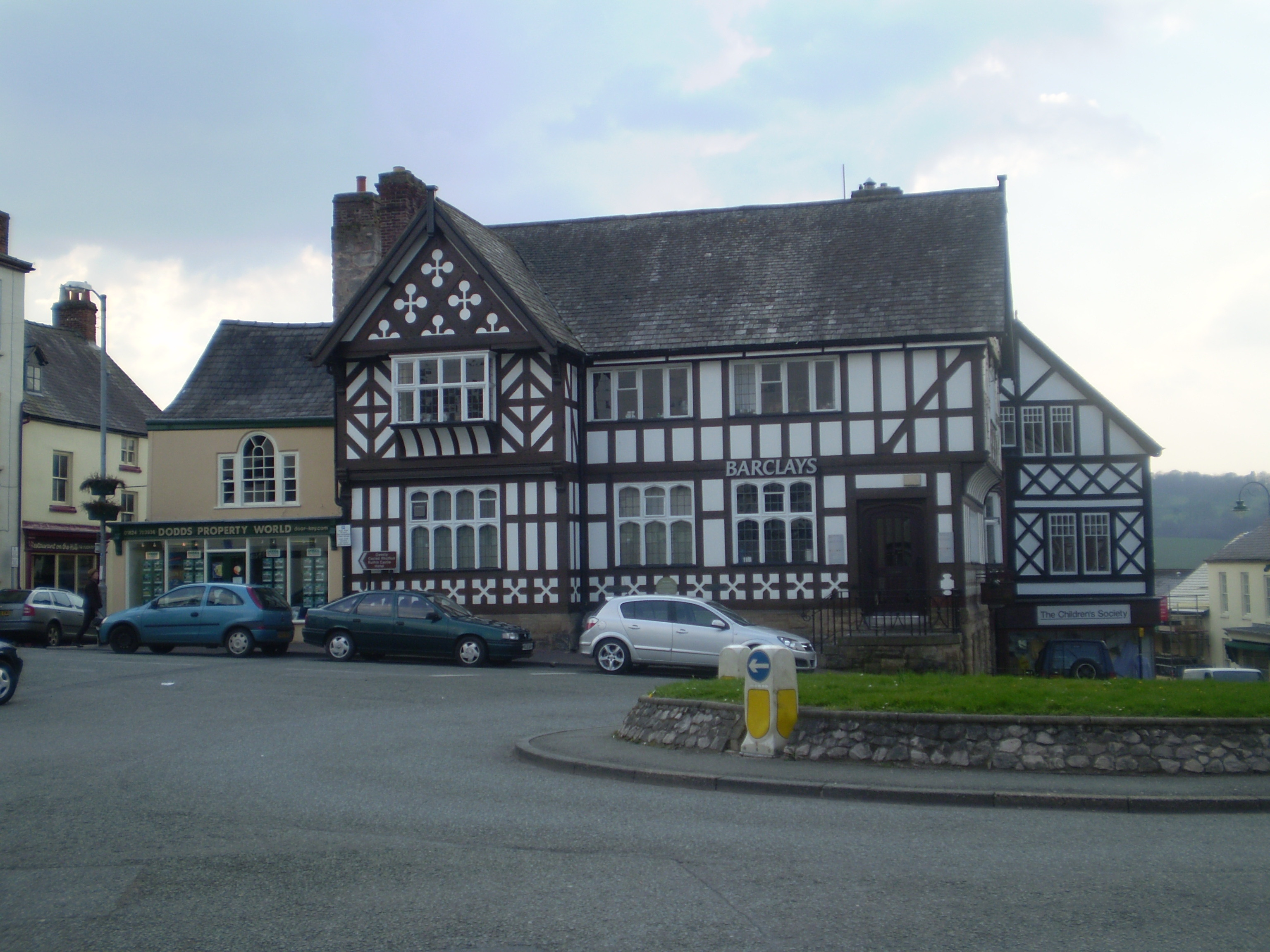
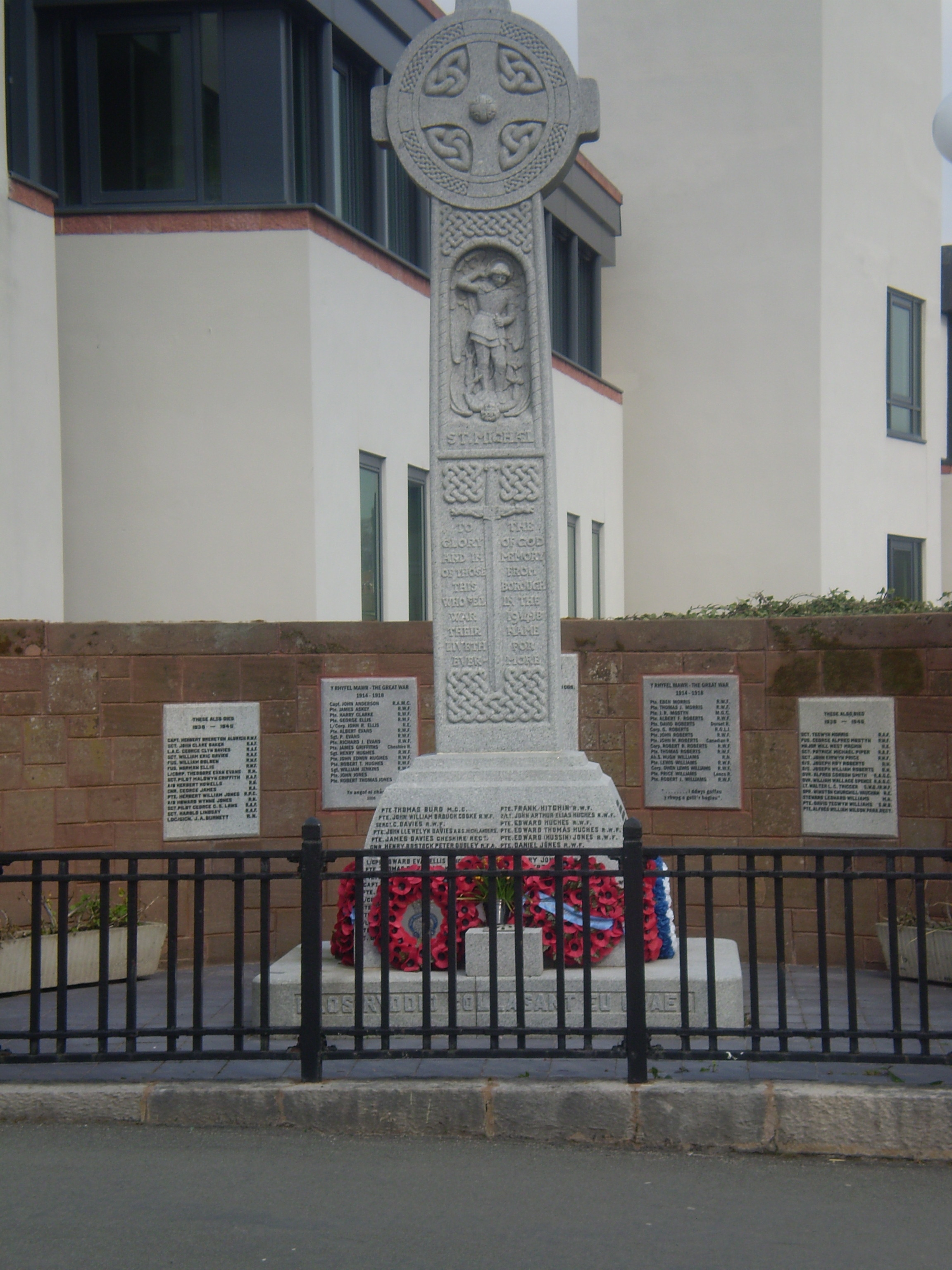
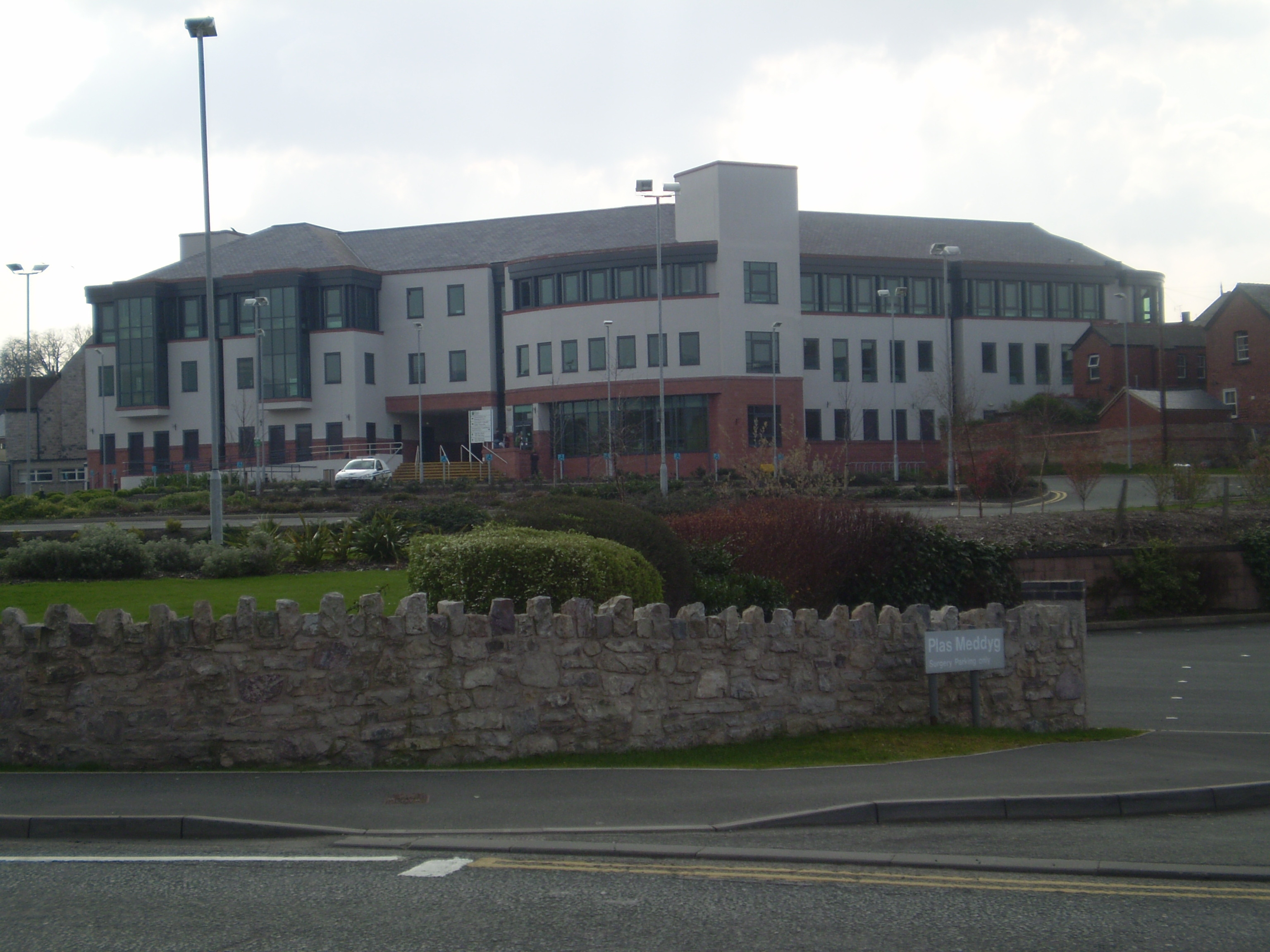
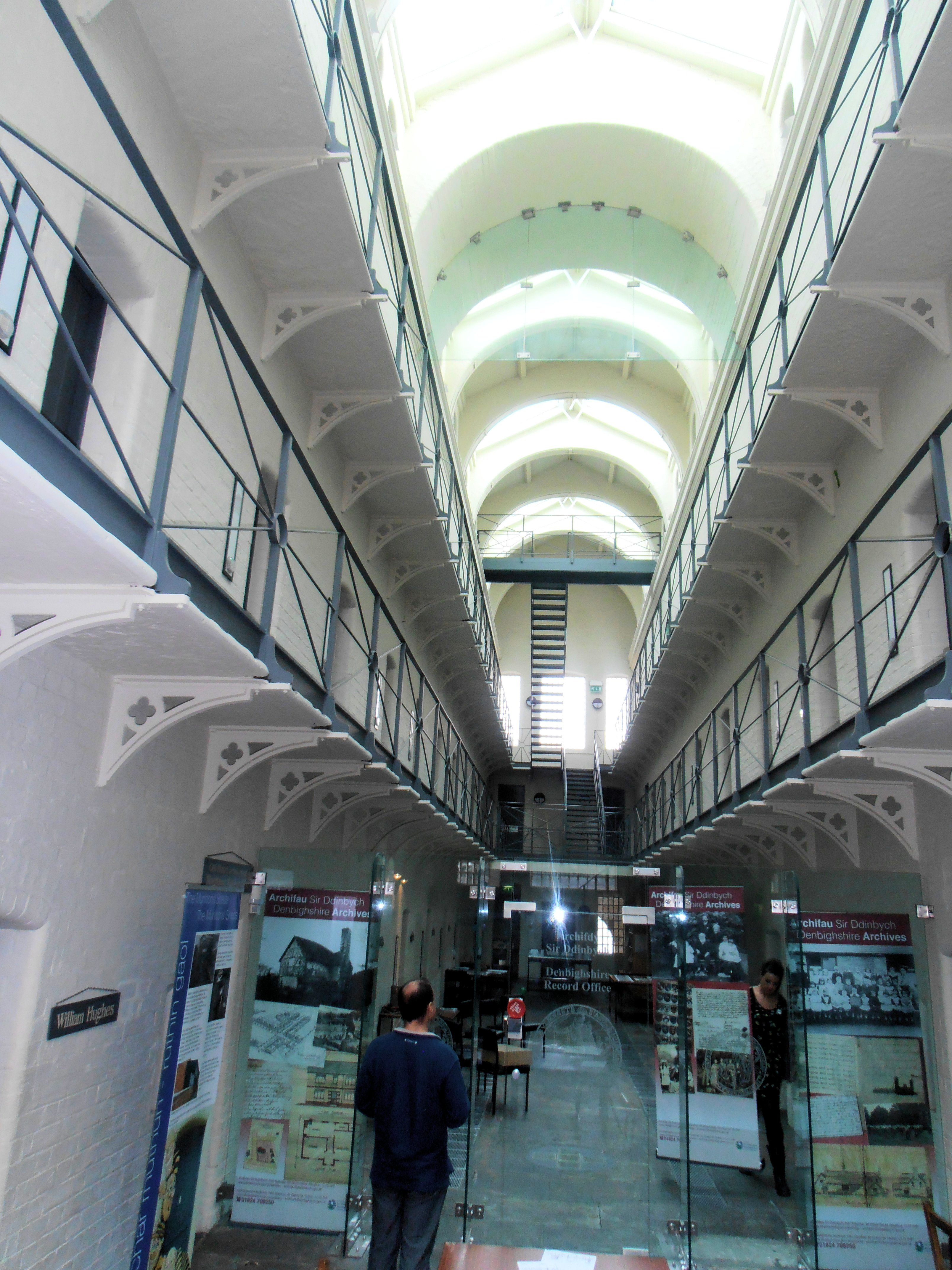